# Flaggen und Wappen der ukrainischen Oblaste

Flagge der Ukraine

Diese Liste führt die Flaggen und Wappen der 24 Oblaste, der Autonomen Republik und der zwei Städte mit Sonderstatus der Ukraine auf.

## Gestaltung
Die meisten Flaggen führen das jeweilige Wappen (oft in vereinfachter Form). Einige der Flaggen greifen die Farben der ukrainischen Nationalflagge auf, in der Gelb für reife Kornfelder und Blau für den Himmel darüber stehen.

## Liste
| Lage | Flagge | Wappen | Oblast / Stadt / Republik                                                | Anmerkungen |
| ---- | ------ | ------ | ------------------------------------------------------------------------ | --- |
|      |        |        | Oblast Charkiw Харківська область Charkiwska oblast                      | Das Wappen zeigt einen Äskulapstab und ein Füllhorn. |
|      |        |        | Oblast Cherson Херсонська область Chersonska oblast                      | |
|      |        |        | Oblast Chmelnyzkyj Хмельницька область Chmelnyzka oblast                 | |
|      |        |        | Oblast Dnipropetrowsk Дніпропетровська область Dnipropetrowska oblast    | Flagge und Wappen zeigen im linken Teil einen Saporoger Kosaken mit Muskete, angelehnt an das Wappen des Kosakenhetmanates.                                                          |
|      |        |        | Oblast Donezk Донецька область Donezka oblast                            | Die Flagge zeigt die Sonne über dem Schwarzen Meer. |
|      |        |        | Oblast Iwano-Frankiwsk Івано-Франківська область Iwano-Frankiwska oblast | Die bekrönte schwarze Dohle ist der Schildhalter im Wappen der Stadt Iwano-Frankiwsk.                                                                                                |
|      |        |        | Stadt Kiew місто Київ Misto Kyjiw                                        | Der Große Banner der Saporoger Kosaken war rot mit der weißen Abbildung des Erzengels Michael und bezog sich damit auf die Wappen der ruthenischen Länder im Großfürstentum Litauen. |
|      |        |        | Oblast Kiew Київська область Kyjiwska oblast                             | Im Wappen ist der Drachentöter Georg dargestellt. |
|      |        |        | Oblast Kirowohrad Кіровоградська область Kirowohradska oblast            | |
|      |        |        | AR Krim Автономна Республіка Крим Awtonomna Respublika Krym              | Die Flagge der Autonomen Republik Krim ist vermutlich der Flagge Russlands angelehnt. Das Wappen der Krim zeigt auf rotem Schild einen Greif mit einer Perle in der rechten Pranke.  |
|      |        |        | Oblast Lwiw Львівська область Lwiwska oblast                             | |
|      |        |        | Oblast Luhansk Луганська область Luhanska oblast                         | |
|      |        |        | Oblast Mykolajiw Миколаївська область Mykolajiwska oblast                | |
|      |        |        | Oblast Odessa Одеська область Odesska oblast                             | Der Anker ist aus dem Stadtwappen der Hafenstadt Odessa übernommen. |
|      |        |        | Oblast Poltawa Полтавська область/ Poltawska oblast                      | |
|      |        |        | Oblast Riwne Рівненська область Riwnenska oblast                         | |
|      |        |        | Oblast Saporischschja Запорізька область Saporiska oblast                | Flagge und Wappen zeigen einen Saporoger Kosaken mit Muskete, angelehnt an das Wappen des Kosakenhetmanates.                                                                         |
|      |        |        | Oblast Schytomyr Житомирська область Schytomyrska oblast                 | |
|      |        |        | Stadt Sewastopol місто Севастополь Misto Sewastopol                      | |
|      |        |        | Oblast Sumy Сумська област Sumska oblast                                 | |
|      |        |        | Oblast Ternopil Тернопільська область Ternopilska oblast                 | |
|      |        |        | Oblast Transkarpatien Закарпатська область Sakarpatska oblast            | |
|      |        |        | Oblast Tscherkassy Черкаська область Tscherkasska oblast                 | |
|      |        |        | Oblast Tschernihiw Чернігівська область Tschernihiwska oblast            | Auf der Brust des schwarzen Doppeladlers ist das Wappen der Ukraine aufgelegt. |
|      |        |        | Oblast Tscherniwzi Чернівецька область Tscherniwezka oblast              | |
|      |        |        | Oblast Wolyn Волинська область Wolynska oblast                           | |
|      |        |        | Oblast Winnyzja Вінницька область Winnyzka oblast                        | |